# KomandArm I

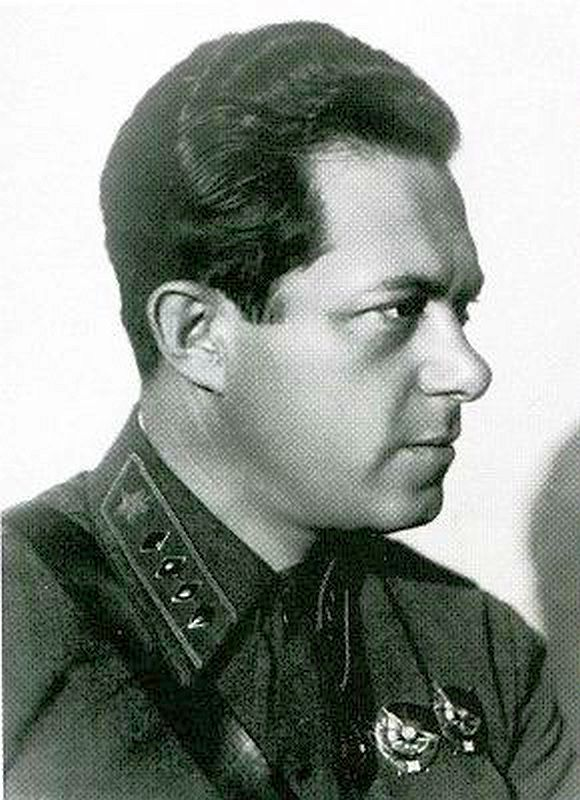
KomandArm I, Kragenabzeichen

KomandArm I, auch Komandarm I, war die Kurzbezeichnung für Komandujuschtschi Armii I. Ranges (russisch командарм 1-го ранга / командующий армии 1-го ранга) und stand für Heerführer, Armeeführer oder Armeebefehlshaber I. Ranges der Roten Armee der Sowjetunion. Hierbei handelte es sich auch um einen sogenannten „personengebundenen militärischen Rang“.
KomandArm war aber auch die Dienststellungsbezeichnung für den nominellen Inhaber der Befehls- und Kommandogewalt über einen Großverband als Oberbefehlshaber einer Front oder Armee.
Der KomandArm I war bis 1940 der zweithöchste Rang der Roten Armee, der nach heutigem Verständnis dem NATO-Rang OF9 entsprechen würde. Das Äquivalent dazu in der Seekriegsflotte war der „Flagman der Flotte I. Ranges“ (russisch Флагман флота 1-го ранга). Mit der Wiedereinführung der üblichen Rangbezeichnung der Generalität war die Bezeichnung KomandArm überholt und wurde aufgegeben.

## Geschichte
Mit Gründung der Sowjetunion wurden die bisherigen Rangbezeichnungen und Dienstgradabzeichen der Kaiserlich Russischen Armee abgeschafft. Da jedoch aus operationellen Erwägungen systemneutral geeignete Lösungen zwingend erforderlich waren, wurden diesbezüglich entsprechende Festlegungen getroffen. Zunächst wurden Bezeichnungen gewählt, die dem entsprechenden Kommando, beziehungsweise der Bedeutung des betreffenden militärischen Großverbands entsprachen und angemessen schienen. Andererseits geboten Erfahrungen aus dem Bürgerkrieg, Erkenntnisse der Militärwissenschaft bezüglich Gliederung und Bezeichnung militärischer Verbände zu berücksichtigen. So kam es im Bereich der Großverbände zu folgender Rangfolge.
- Führungsebene Brigade X: KomBrig (Brigadekommandeur)
- Führungsebene Division XX: KomDiw (Divisionskommandeur)
- Führungsebene Korps XXX: KomKor (Korpskommandeur)
- Führungsebene Armee XXXX: KomandArm II (Armeekommandeur 2. Ranges)
- Führungsebene Front XXXXX: KomandArm I (Armeekommandeur 1. Ranges)

Damit wurden die ab 1918 eingeführten offiziellen Bezeichnungen, wie beispielsweise „Rotarmist“ (ru: Krasnoarmeez) ersetzt, aus denen sich Bezeichnungen wie „KrasKom“ (Langform: Krasny Kommdir) bis hin zu „KomandArm“ (Langform: Kommandujuschtschij Armii) im militärischen Alltagsgebrauch sukzessive entwickelt hatten. Festgelegte Rangkategorien gab es ab 1920, die bis 1924 beibehalten wurden.
| Niedrigerer Rang: KomandArm II (Командарм 2-го ранга) | KomandArm I (Командарм 1-го ранга) | Höherer Rang: Marschall der Sowjetunion (Маршал Советского Союза) |

## Träger des Ranges
Ernennungen 1935

Per Beschluss des Allrussischen Zentralen Exekutivkomitees und des Rats der Volkskommissare vom 20. November 1935 wurden folgende Militärs zum KomandArm I ernannt:
- Sergei Kamenew (1881–1936)
- Iona Jakir (1896–1937)
- Jeronim Uborewitsch (1896–1937)
- Iwan Below (1893–1938)
- Boris Schaposchnikow (1882–1945)

Ernennungen 1938
- Iwan Fedko (1897–1939; Beschluss des Rats der Volkskommissare vom 20. Februar 1938)
- Michail Frinowski (1898–1940; Beschluss des Rats der Volkskommissare vom 14. September 1938)

Ernennungen 1939

Per Beschluss des Rats der Volkskommissare vom 8. Februar 1939 wurden ernannt:
- Grigori  Kulik (1890–1950)
- Semjon Timoschenko (1895–1970)

Mit der Ernennung der drei noch lebenden Ranginhaber (Kulik, Timoschenko und Schaposchnikow) zu Marschällen der Sowjetunion am 7. Mai 1940 lief dieser Rang aus, wurde jedoch gleichzeitig mit Einführung der alten Generals- und Admiralsränge unter der Rangbezeichnung Armeegeneral wieder eröffnet.
Die Dienstgradabzeichen wurden noch bis zur Wiedereinführung der Schulterstücke im Jahre 1943 beibehalten. Insbesondere die Kragenabzeichen wurden zum Teil noch weiter genutzt bzw. aufgetragen. Mit Einführung der Kragenstickerei für Generäle wurden auch diese ersetzt.

## Politkommissare
Mit dem Wechsel zu den traditionellen Bezeichnungen für Generalsränge OF6 bis OF9 wurden auch Rangbezeichnungen für die Politkommissare – eine Besonderheit der Roten Armee und der Sowjetischen Marine – ausgewiesen. Ab 22. Juni 1941 lautete die Rangfolge.
- Führungsebene Brigade X: Brigadekommissar (russisch Бригадный комиссар)
- Führungsebene Division XX: Divisionskommissar (russisch Дивизионный комиссар)
- Führungsebene Korps XXX: Korpskommissar (russisch Корпусный комиссар)
- Führungsebene Armee XXXX: Armeekommissar II. Ranges (russisch Армейский комиссар 2-го ранга)
- Führungsebene Front XXXXX: Armeekommissar I. Ranges (russisch Армейский комиссар 1-го ранга)

Politkommissare Heer (Landstreitkräfte) und Luftwaffe (Luftstreitkräfte/Luftverteidigung) trugen generell die der Führungsebene entsprechenden Dienstgradabzeichen.